# Peribatodes ilicaria
Peribatodes ilicaria (tên tiếng Anh: Lydd Beauty) là một loài bướm đêm thuộc họ Geometridae. Nó có thể được tìm thấy ở châu Âu và Bắc Phi.
Sải cánh dài khoảng 30 mm. Con trưởng thành bay từ tháng 7 đến tháng 9 tùy theo địa điểm.
Ấu trùng ăn various trees và shrubs.